# Polyosma ridleyi
Polyosma ridleyi är en tvåhjärtbladig växtart som beskrevs av George King. Polyosma ridleyi ingår i släktet Polyosma och familjen Escalloniaceae. Inga underarter finns listade i Catalogue of Life.